# Aplicación bilineal
La bilinealidad, en álgebra lineal, es una propiedad que sucede en el caso de una aplicación cuyo dominio es un producto cartesiano de dos espacios lineales, y cuyo codominio es otro espacio lineal. Ocurre en los espacios de Hilbert, entre otros.

## Definición
Sean E, F y G tres K- espacios lineales.

Una aplicación 

{\displaystyle \phi :E\times F\rightarrow G}

 se llama bilineal si para todo {\displaystyle (x,y)\in E\times F} las aplicaciones, 

{\displaystyle \phi _{y}:E\rightarrow G}

 y 

{\displaystyle \phi _{x}:F\rightarrow G}

 definidas por {\displaystyle \phi _{y}(t)=\phi (t,y)} además {\displaystyle \phi _{x}(u)=\phi (x,u)} son lineales.

## Forma escalar
En el caso de que el codominio G sea igual al cuerpo de los escalares K, y los espacios E y F sean el mismo, se dice que {\displaystyle \phi } es una forma bilineal.

## Ejemplo
Un producto escalar (producto interno) es una forma bilineal que satisface condiciones complementarias.